# 8932 Nagatomo
8932 Nagatomo este un asteroid din centura principală, descoperit pe 6 ianuarie 1997, de Takao Kobayashi.